# 米哈伊尔·安德烈耶维奇·列伊斯涅尔
米哈伊尔·安德烈耶维奇·列伊斯涅尔（俄语： 1868年—1928年）俄罗斯、苏联科学家、律师、作家、社会心理学家和历史学家，生于维列伊卡。曾参加1905年坦佩雷会议。十月革命后，参与起草《1918年苏俄宪法》，是共产主义学院的建立者之一，后在教育人民委员部工作。俄国革命家、作家拉丽莎·列伊斯涅尔之父。